# Crossocheilus
Crossocheilus è un genere di pesci ossei appartenenti alla famiglia Cyprinidae e alla sottofamiglia Labeoninae.

## Distribuzione ed habitat
Provengono dall'Asia; diverse specie sono diffuse nei fiumi della Cambogia.

## Descrizione
Il corpo è allungato. La specie di maggiori dimensioni è Crossocheilus reticulatus che raggiunge i 16 cm.

## Tassonomia
Comprende 16 specie:
- Crossocheilus atrilimes
- Crossocheilus burmanicus
- Crossocheilus caudomaculatus
- Crossocheilus cobitis
- Crossocheilus diplochilus
- Crossocheilus elegans
- Crossocheilus gnathopogon
- Crossocheilus klatti
- Crossocheilus langei
- Crossocheilus latius
- Crossocheilus nigriloba
- Crossocheilus oblongus
- Crossocheilus obscurus
- Crossocheilus periyarensis
- Crossocheilus pseudobagroides
- Crossocheilus reticulatus